# Neomyia zumpti
Neomyia zumpti är en tvåvingeart som först beskrevs av Zielke 1971.  Neomyia zumpti ingår i släktet Neomyia och familjen husflugor. Inga underarter finns listade i Catalogue of Life.